# Eaux de 2e catégorie
En France, les eaux de 2e catégorie sont des parties du réseau hydrographique ayant certaines caractéristiques de fort impact sur la pêche en eau douce et qui sont l'objet pour cette raison d'une réglementation. Ainsi, les dates d'ouverture et de fermeture de la pêche tiennent compte du cycle de reproduction des poissons dans ce type d'eaux.
Ces eaux sont souvent des eaux tempérées et peu oxygénées, propices en cela à certaines espèces de poissons. Il s'agit de cours d'eau au courant lent et d'eaux fermées (lacs et étangs de plaine). Un cours d'eau peut donc voir sa partie amont aux eaux rapides et fraîches, et donc plus oxygénées, classée en eaux de 1ère catégorie, et sa partie aval aux eaux plus calmes et plus chaudes, donc moins oxygénées, classée en eaux de 2e catégorie.